# Ligne de Saint-Gaudens à Aspet
La ligne de Saint-Gaudens à Aspet est une ancienne ligne du réseau de la compagnie des chemins de fer du Sud-Ouest.

## Histoire
Le maire d'Aspet Joseph Ruau (1865-1923), également député puis ministre de l'agriculture, s'est particulièrement investi pour la création de cette ligne.

## Caractéristiques

### Tracé
La ligne partait de la gare de Saint-Gaudens et terminait à la gare d'Aspet-Sarradère.
La ligne desservait les communes de Saint-Gaudens, Miramont-de-Comminges, Pointis-Inard, Rieucazé, Lespiteau, Soueich et Aspet.

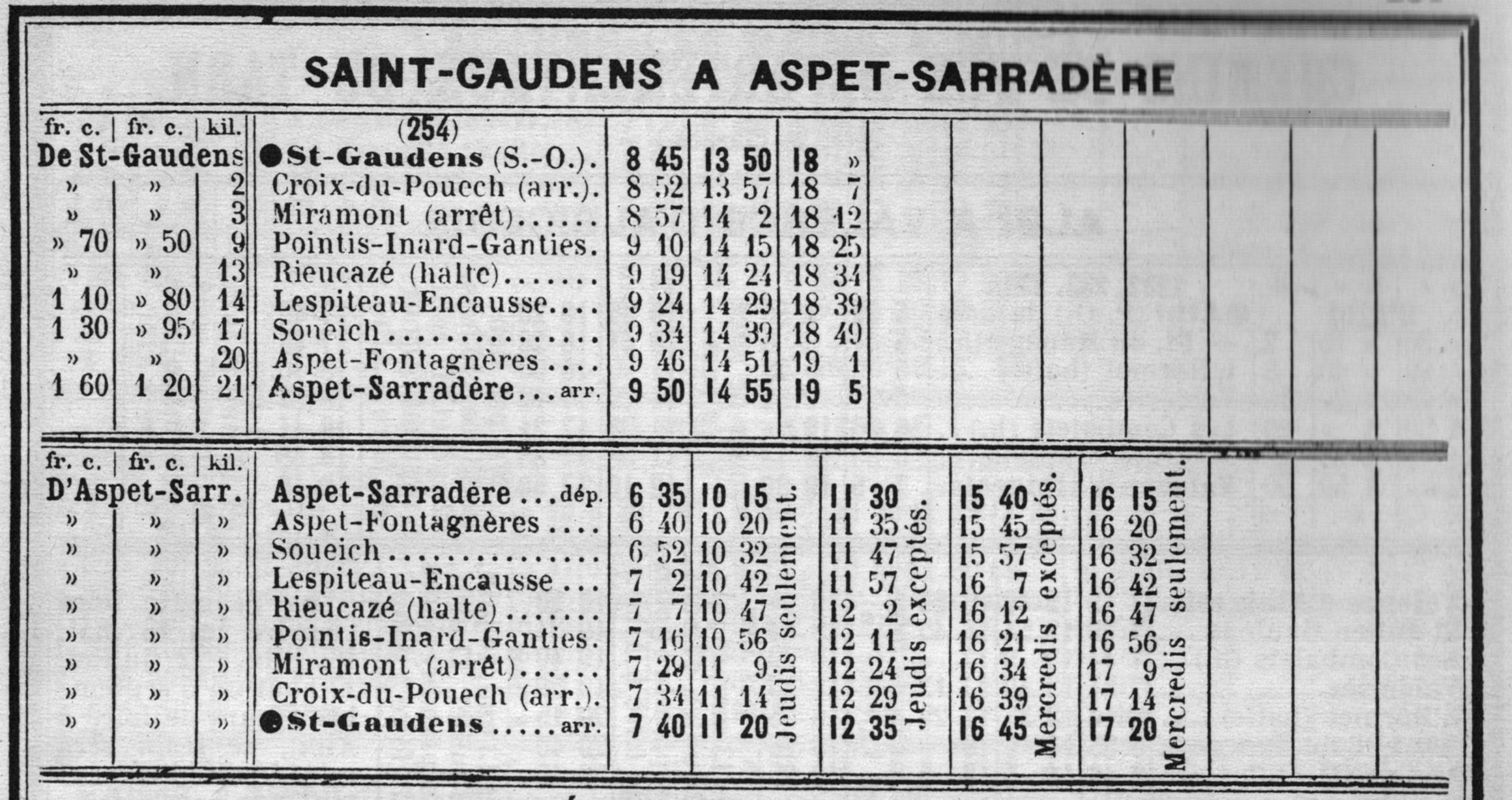
Horaires de la ligne en mai 1914.

## Patrimoine ferroviaire
Le tunnel du Calvaire à Miramont existe toujours mais son accès est interdit. Certaines portions de route, comme la D905, la D21, la D5 et la D5K sont construites sur l'ancienne voie ferrée.